# Mancomunidad de Campoo-Cabuérniga
La mancomunidad de Campoo-Cabuérniga es un territorio sui géneris perteneciente a la comunidad autónoma de Cantabria (España). El territorio se conforma bajo una forma jurídica realmente excepcional, pues no forma parte de ningún municipio y se trata de una unidad administrativa sin población que es gestionada de manera mancomunada por cuatro municipios diferentes: Hermandad de Campoo de Suso, Cabuérniga, Los Tojos y Ruente. Esta comunidad jurisdiccional es gobernada por una junta directiva que actualmente preside la alcaldesa de Los Tojos, María Belén Ceballos de la Herrán, elegida por unanimidad entre los alcaldes de los municipios copropietarios de este territorio.

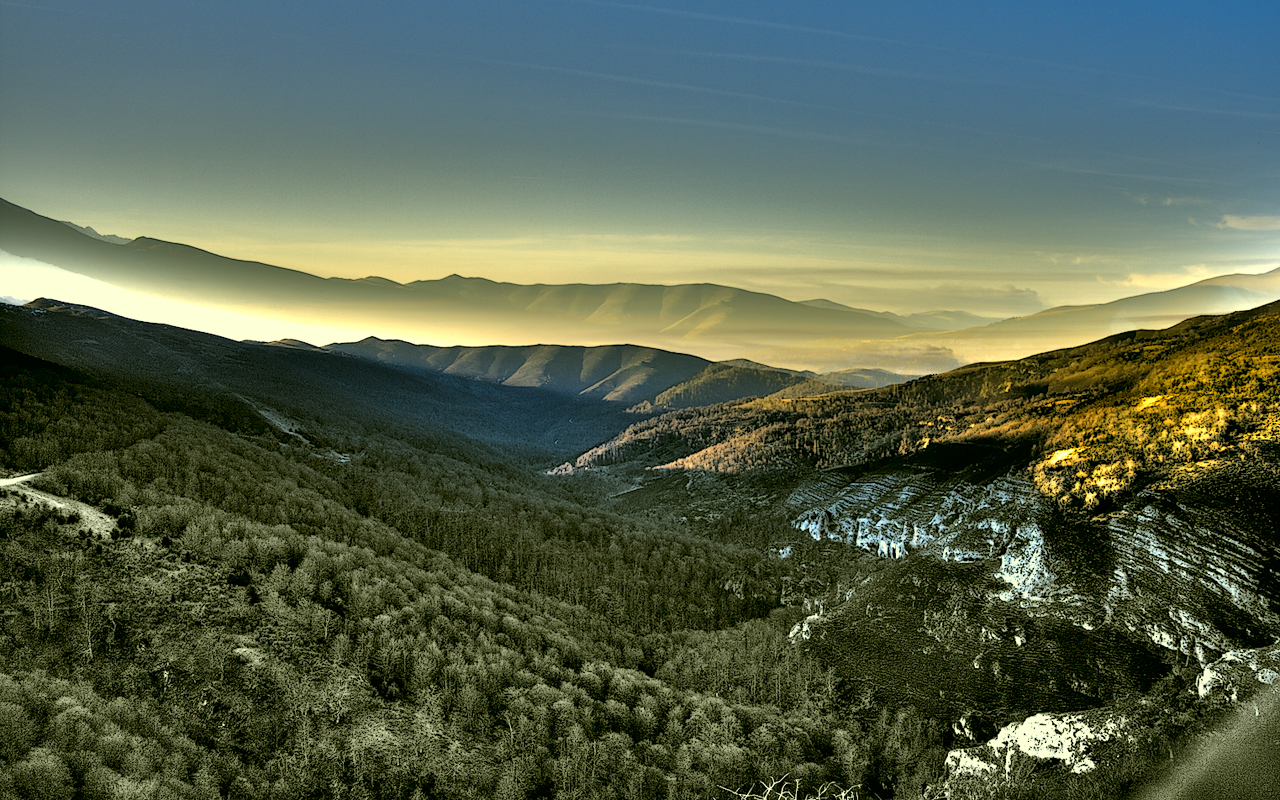
Bosques en el valle de Cabuérniga.

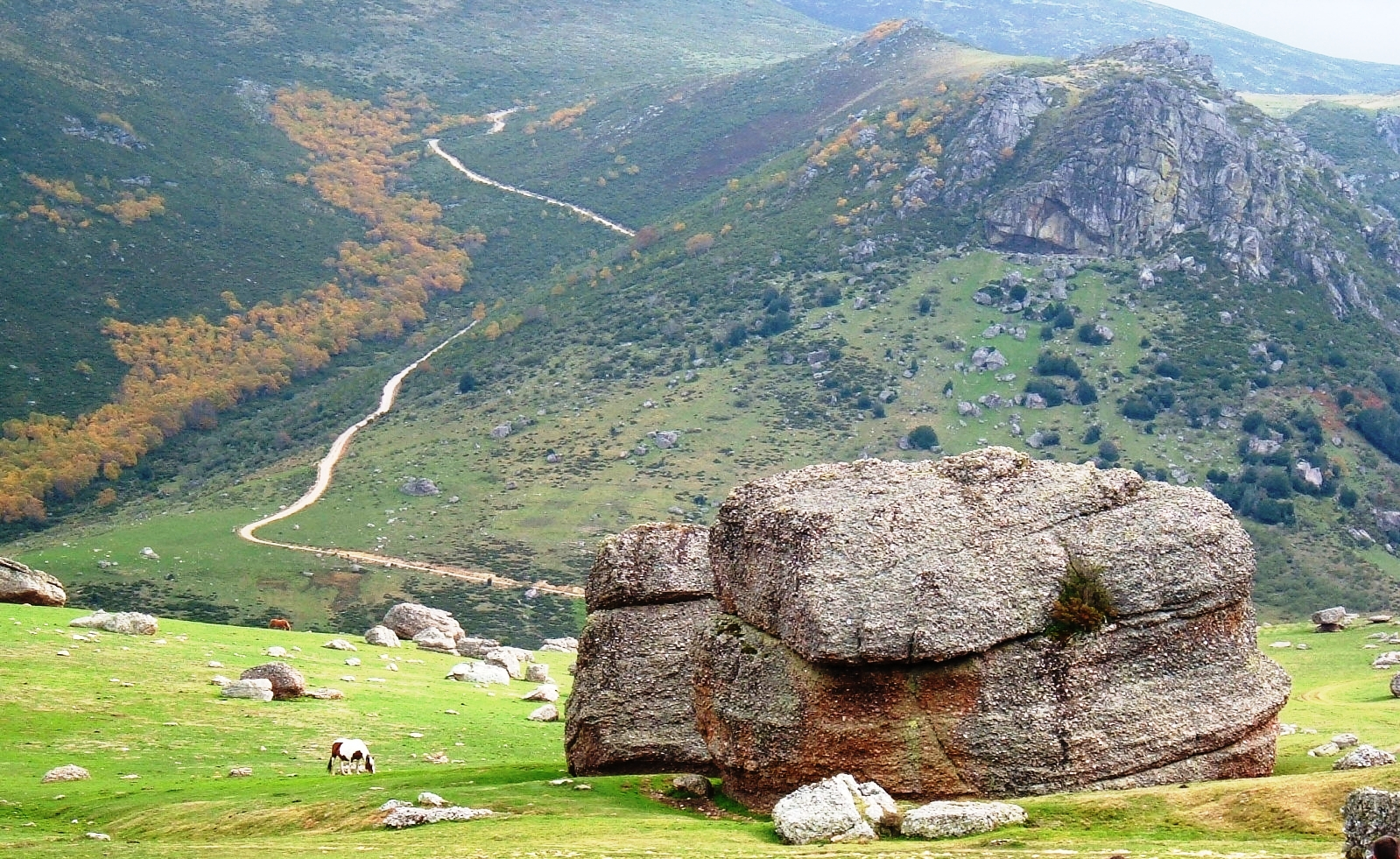
Zona de pastos en Campoo-Cabuérniga.

La mancomunidad se trata en realidad de una gran zona destinada al pasto para el ganado. Con 7000 hectáreas aproximadamente, es uno de los territorios más grandes que hay en España bajo esta fórmula de mancomunidad.

## Geografía
Está situada en la cabecera del río Saja y en el límite con la cuenca del río Ebro. Linda por norte y este con el municipio de Los Tojos, con el de Cabuérniga por el norte, con Tudanca y Polaciones por el oeste y con la Hermandad de Campoo de Suso por el sur.
Gran parte del territorio de la mancomunidad está compuesto por bosques y pastos para el ganado. Todo su territorio se integra en el parque natural del Saja-Besaya.

## Historia
El motivo de la existencia de esta mancomunidad es el acuerdo del 18 de enero de 1497 por parte de los municipios cabuérnigos de Los Tojos, Cabuérniga y Ruente y del municipio campurriano de Hermandad de Campoo de Suso para distribuirse las zonas de pasto. Parece que en este momento el territorio de la actual mancomunidad se integraba en la Hermandad de Campoo de Suso y sería varios siglos después cuando pasaría a conformar un condominio. 
A pesar del acuerdo, hubo algunos enfrentamientos por los usos entre Cabuérniga y Campoo de Suso. El pleito surgió por una queja que presentaron los vecinos de Cabuérniga contra varios vecinos de Campoo, ya que estos habían prendido ciertos bueyes y caballos de aquellos por hallarlos paciendo dentro de los límites que estimaban propios. El pleito provocó que se dictase la Real sentencia del 23 de mayo de 1743, por la que ya de forma legal los cuatro ayuntamientos formaron una mancomunidad para el disfrute y aprovechamiento de los montes públicos y terreno deslindado por la misma. En esta sentencia se marcaron claramente las fechas en las que cada municipio podía subir su ganado a los pastos de la mancomunidad evitándose así pleitos entre ganaderos.

## Usos
La sentencia de 1743 establece los siguientes usos ganadero y forestales:
- El ganado proveniente del valle de Cabuérniga podrá pastar hasta el 15 de junio.
- No podrán pastar las cabuérnigas mientras se encuentren pastando las vacas de Campoo (1 de abril al 15 de junio).
- Diversas normas respecto al aprovechamiento de la madera de la zona.
- Establecimiento de los seles o lugares fijos para vacas.

Por otra parte, las comarcas o municipios que no disponían de puerto deberán pagar a la mancomunidad un canon de aprovechamiento por cada res. A estas reses extracomarcales se las denomina «gajucas». En 1987 el censo de ganado cabuérnigo del monte era: Ruente 496, Los Tojos 1525 y Cabuérniga 1475.
El procedimiento para ascender el ganado a los «puertos» o montes con pastos es el siguiente:
- Primeramente, se suben los animales a los puertos bajos alrededor de San José (19 de marzo), si la climatología lo permite.
- En una segunda etapa, las vacas que han parido y los jatos se reúnen con el resto de la cabaña en los puertos bajos. Esto sucede alrededor del 25 de mayo.
- Finalmente a partir del 15 de junio, más o menos, toda la cabaña asciende a los puertos altos para pasar la temporada estival pastando hierba fresca.
- El descenso de las reses o «bajá» se produce a comienzos del otoño, septiembre u octubre, también según el tiempo. La bajada de pastores y reses era un acontecimiento allí por donde pasaba la caravana, ya que las vacas más hermosas y gordas se adornaban con campanos y a veces flores. Desde 1840 se celebra en Abiada (municipio de la Hermandad de Campoo de Suso) el primer domingo de septiembre, una de las fiestas más tradicionales y arraigadas de Cantabria, declarada de interés turístico: Los Campanos, en la que se celebra la bajada a los pueblos desde los montes. En los últimos tiempos se ha recuperado la fiesta de la «Pasá» en Carmona (Cabuérniga).

## Administración[actualizar]
María Belén Ceballos de la Herrán, alcaldesa de Los Tojos, es la presidenta de la junta directiva de la mancomunidad. Este cargo no se elige en unas elecciones, sino por el acuerdo de los cuatro alcaldes de los municipios que gestionan la mancomunidad. 
| Elecciones municipales, 25 de mayo de 2003 |       |   |            |
| Partido                                    | Votos | % | Concejales |
| PP                                         | -     | - | 1          |

| Elecciones municipales, 27 de mayo de 2007 |       |   |            |
| Partido                                    | Votos | % | Concejales |
| PP                                         | -     | - | 1          |